# Herbita medama
Herbita medama là một loài bướm đêm trong họ Geometridae.